# IC 607
IC 607 (również PGC 30496 lub UGC 5628) – galaktyka spiralna z poprzeczką (SBbc), znajdująca się w gwiazdozbiorze Lwa w odległości około 260 milionów lat świetlnych od Ziemi. Odkrył ją Lewis A. Swift 29 marca 1889 roku.
Wraz z sąsiednią małą galaktyką spiralną o jasności 17m stanowi obiekt Arp 43 w Atlasie Osobliwych Galaktyk Haltona Arpa. Nie wiadomo jednak, czy istnieje jakiś związek między tymi galaktykami, gdyż ani przesunięcie ku czerwieni, ani odległość mniejszej galaktyki od Ziemi nie są jeszcze znane.